# Červený Kostelec
Červený Kostelec (Duits: Rothkosteletz) is een Tsjechische stad in de regio Hradec Králové, en maakt deel uit van het district Náchod. Červený Kostelec telt 8494 inwoners (2006).

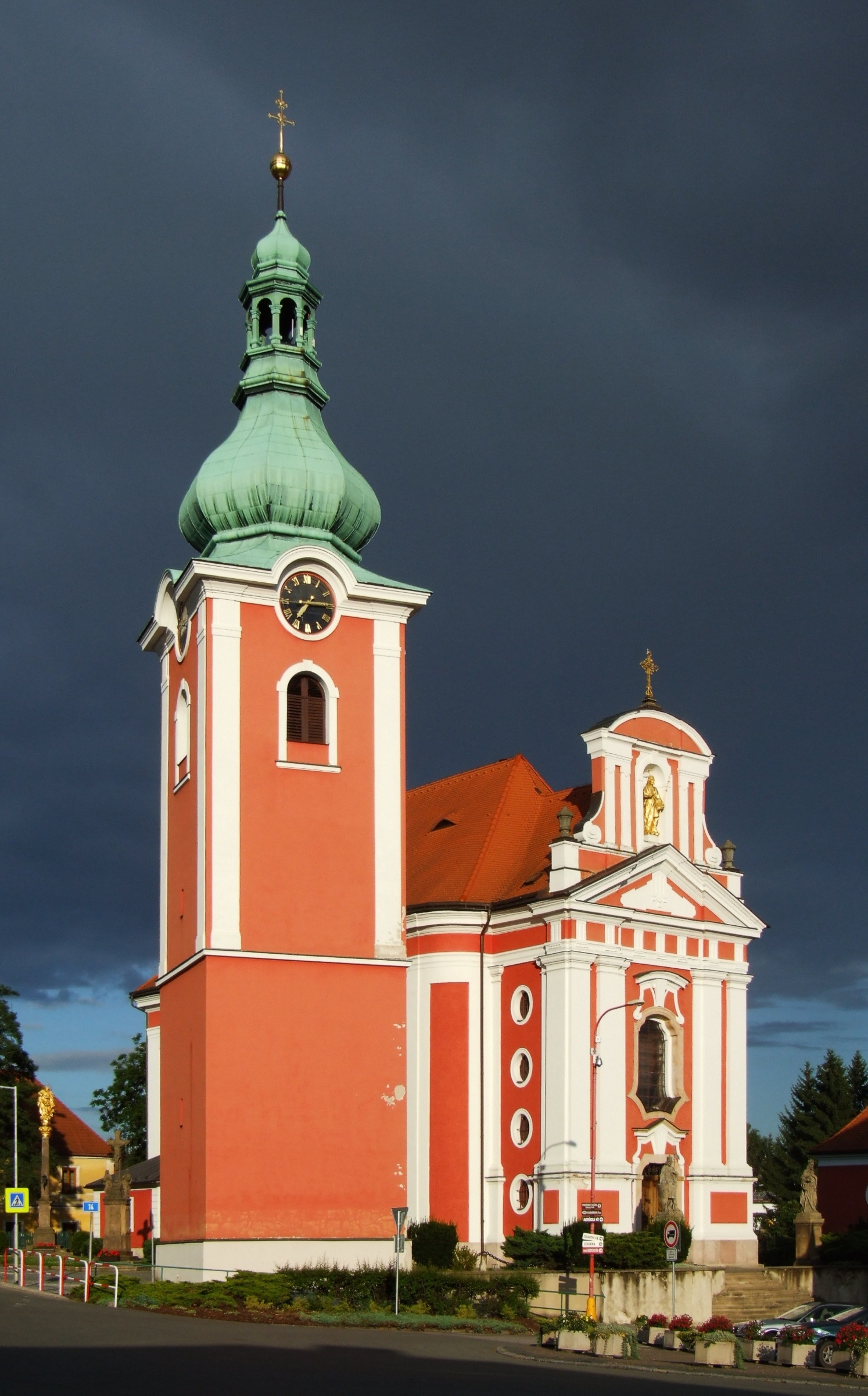
Sint-Jakobuskerk

## Bekende inwoners
- Karel Sedláček (1979) – darter[1]